# Chalybura
Chalybura es un género de aves apodiformes de la familia Trochilidae —los colibríes— que agrupa apenas a dos especies nativas de la América tropical (Neotrópico), cuyas áreas de distribución se encuentran entre el este de Honduras, por América Central y del Sur, al este hasta el norte de Venezuela y al sur hasta el noroeste de Perú. A sus miembros se les conoce por el nombre común de colibríes o calzonarios.

## Características
Los dos colibríes de este género miden 11,5 cm de longitud y se caracterizan por una conspicua zona blanca que abarca el vientre inferior y las cobertoras subcaudales («calzón»). De picos largos y algo decurvados, color predominante verde brillante por arriba, cola y alas oscuras.

## Sistemática
El género Chalybura fue propuesto por el ornitólogo alemán Ludwig Reichenbach en 1854, la especie tipo subsecuentemente designada es Trochilus buffonii, actualmente Chalybura buffonii.

### Etimología
El nombre genérico femenino «Chalybura» se compone de las palabras del griego «khalups, khalubos» que significa ‘acero’ y «oura» que significa ‘cola’.

## Lista de especies
Según las clasificaciones del Congreso Ornitológico Internacional (IOC) y Clements Checklist/eBird, el género agrupa a las siguientes especies con el respectivo nombre popular de acuerdo con la Sociedad Española de Ornitología (SEO):
| Imagen | Nombre científico    | Autor          | Nombre común      | Estado de conservación | Distribución |
| ------ | -------------------- | -------------- | ----------------- | ---------------------- | ------------ |
|        | Chalybura urochrysia | (Gould, 1861)  | colibrí patirrojo | LC                     |              |
|        | Chalybura buffonii   | (Lesson, 1832) | colibrí de Buffon | LC                     |              |